# Chapelle Saint-François de Paule
Pour les articles homonymes, voir Église Saint-François-de-Paule.
La chapelle Saint-François de Paule est une chapelle catholique située à Fréjus (Var), construite en 1560 et dédiée à saint François de Paule. Elle est protégée au titre des monuments historiques.

## Localisation
Elle est située sur la place Agricola, à côté de l'ancien cimetière et à proximité de vestiges de moulins à vent.
Elle est construite en 1560 par l'ordre des Minimes — arrivés vers 1522 — dans le faubourg Ouest à l'extérieur de l'enceinte médiévale.
Cette chapelle fait l’objet d’un classement au titre des monuments historiques depuis le 30 juillet 1987.

## Histoire
L'origine du nom de la chapelle vient d'une tradition locale relatant la guérison de la ville du fléau de la peste par Saint-François de Paule qui a accosté en 1481-1482 à Fréjus.

## Architecture
C'est une église XVIe siècle, de style gothique avec éléments de décor Renaissance. La nef est large et basse, le clocher est simple. Lors de la restauration effectuée en 1993, les anciens vitraux ont été déposés et remplacés par des vitraux contemporains.

## Mobilier
Elle possède un orgue cédé par la Cathédrale Saint-Léonce qui l'utilisait provisoirement pendant la reconstruction des Grandes Orgues.